# Гасета Литерария
„Гасета Литерария“ (на испански: La Gaceta Literaria) е двуседмично списание, издавано в Испания през 1927 – 1932 година от Ернесто Хименес Кабайеро.
То има предимно литературна и културна насоченост и се превръща в основна платформа на испанското авангардистко изкуство и движението „Поколение '27“. Сред множеството сътрудници на изданието са Рафаел Алберти, Хосе Бергамин, Луис Бунюел, Федерико Гарсия Лорка, Рамон Гомес де ла Серна, Салвадор Дали, Бенхамин Харнес.